# Homalostethus sangaris
Homalostethus sangaris är en insektsart som först beskrevs av Jacobi 1905.  Homalostethus sangaris ingår i släktet Homalostethus och familjen spottstritar. Inga underarter finns listade i Catalogue of Life.